# Trnoružica
Trnoružica ili Uspavana ljepotica je klasična dječja bajka u kojoj se javljaju prelijepa kraljevna, kletva zle vile i lijepi kraljević koji ju oslobađa kletve poljupcem prave ljubavi. Bajku je pod izvornim imenom La Belle au bois dormant prvi objavio francuski književnik Charles Perrault u djelu Histoires ou contes du temps passé 1697. godine. Svoju inačicu bajke objavila su Braća Grimm pod izvornim imenom Dornröschen (odakle hrvatska prevedenica Trnoružica). Godine 1959. snimljen je Disneyjev crtani film. O zloj vili Zluradi iz rečenog crtanog filma 2014. bit će snimljen igrani film, a vilu će glumiti Angelina Jolie.
Na krštenje dugo željenog djeteta kralj i kraljica su pozvali sedam vila koje imaju darivati dijete. Šest vila dade kraljevni darove ljepote, duhovitosti, milosti, plesa, pjesme i glazbe. Iznenada ljuta što nije pozvana na proslavu pojavljuje se zla kuma koja kaže kako će kraljevna uistinu rasti u sreći i bogatstvu, ali da će prije nego što sunce zađe na njen šesnaesti rođendan nabosti prst na vreteno i umrijeti. Sedma vila koja je tek imala dati svoj dar je nakon odlaska nepozvane zle vile uspjela ublažiti kletvu, navješćujući kako princeza ne će umrijeti nego će zaspati na 100 godina, a prvim poljupcem probudit će ju kraljević. Zabrinuti kralj pod prijetnjom smrću zabranjuje posjedovanje vretena, a u crtanom filmu naređuje spaliti sva vretena u državi. U crtanom filmu dobre vile kako bi ju sakrile od Zlurade odgajaju kraljevnu Auroru u šumskoj kolibi, gdje ona slučajno sreće i zaljubljuje je se u svoga obećanog budućeg muža. Na šesnaesti rođendan kraljevne kralj i kraljica odlaze iz kraljevstva pronaći kraljevi poklon za njezin rođendan. Kraljeva ostane sama obećavajući kako neće izaći iz sobe, no ipak znatiželja je bila jača od nje, tako da je iša istraživati prostorije dvorca. Na vrhu najvišeg tornja nailazi na staru ženu koja prede na vretenu, koja nije čula za kraljevu zabranu. Znatiželjna kraljevna zanimana za predenje pita staricu može li pokušati, starica joj odobri, a nakon što dotakne vreteno kletva zle vile se ispuni. Kraljevna nabode svoj prst na vreteno i padne u nesvijest. U crtanom filmu sama zla vila dolazi u kraljevsku palaču, hipnotizira kraljevnu, te ju vodi stubama na vrh najvišeg tornja gdje nabode prst na vreteno. Kralj beživotnu kćer smješta u najljepšu palaču u sobi, u postelju optočenu zlatom i srebrom. Dobra vila koja je ublažila zlo proročanstvo kaže da kraljevna mora tu počivati dok ju ne probudi poljubac prave ljubavi. Ona i sve ostale dobre vile bace uspavaju sve u dvorcu, uključujući kralja i kraljicu koji su se tek vratili s darom za svoju kćer, kako bi svi mogli doživjeti spas kraljevne. Kako je vrijeme prolazilo nemilice oko dvorca počne rasti trnje i šiblje. U crtanom filmu zla vila zarobi kraljevića koji uz pomoć dobrih vila uspije pobjeći i na konju se zaputiti prema kraljevskoj palači. Potom zla vila kako bi ga spriječila zapriječi mu put neprohodnim trnjem i šibljem. Nakon što ga uz pomoć dobrih vila uspije prokrčiti, zla vila se pretvara u golemog crno-ljubičastog zmaja kojeg kraljević uz malu pomoć dobrih vila uspije pobijediti probovši ga mačem u srce. Po izvornoj priči nakon sto godina kraljević saznaje za postojanje prelijepe uspavane djevojke na nepristupačnom vrhu najvišeg tornja trnjem i šibljem zaklonjene kraljevske palače. On hrabro krči put i ulazi u palaču, te nalazi djevojku pred kojom očaran njenom ljepotom pada na koljena. Poljubi ju, ona oživi, a s tim se probude i svi u kraljevstvu. Naposljetku se njih dvoje vjenčaju i sretno žive.